# El Diumal
El Diumal és una masia de la Vall de Bianya (Garrotxa) inclosa a l'Inventari del Patrimoni Arquitectònic de Catalunya.

## Descripció
El Diumal, juntament amb el Mas de l'Om, la Badosa i l'Hostal són les cases que resten habitades de l'antic poble de la Vall del Bac; sens dubte, les tres primeres es beneficien de la seva proximitat a Sant Pau i des de fa pocs anys disposen de llum elèctrica. Arquitectònicament, el Diumal és una petita masia feta de carreus ben tallats a les cantonades. És de planta rectangular i teulat a dues aigües amb els vessants vers les façanes laterals. Disposa de planta baixa i pis, amb escala exterior de pedra. Davant el mas hi ha la pallissa, amb teulat a dues aigües, sostingut per bigues de fusta, cairats, llates i les teules col·locades a salt de garsa. A la façana de migdia s'obren tres obertures de punt rodó.